# Achille (1803)
Pour les autres navires du même nom, voir Achille (navire).
L’Achille est un navire de guerre français en service de 1803 à 1805. C'est un vaisseau de 74 canons de la classe Téméraire, qui a sombré durant la bataille de Trafalgar.

## Historique

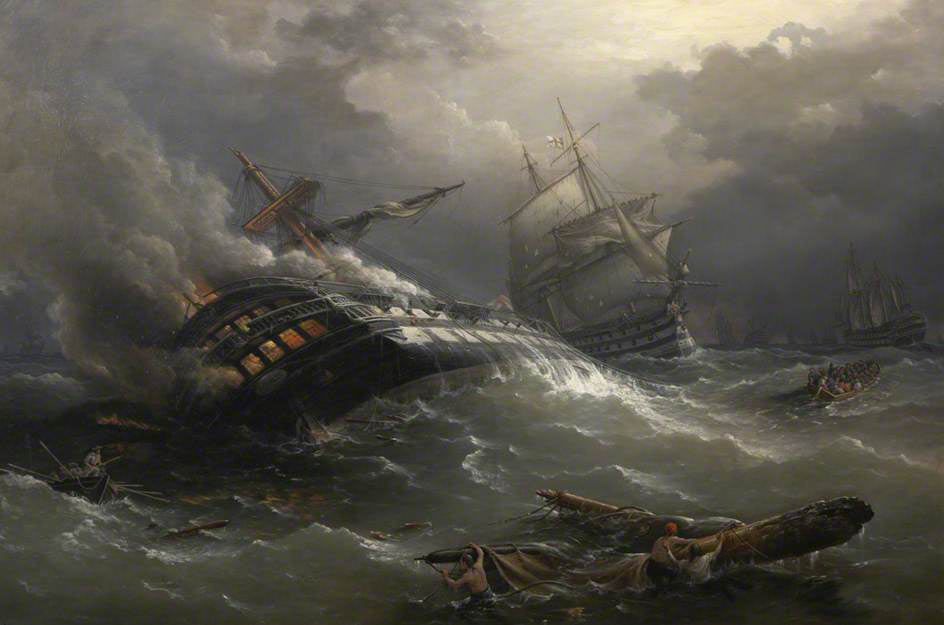
L'Achille par Richard Brydges Beechey (1884)

Sa construction fait l'objet d'un contrat le 4 août 1802 entre l'État et la société des frères Crucy de Nantes, concernant trois vaisseaux de 74 c'anons : l’Achille, l’Ajax et le Triomphant, à réaliser dans le périmètre de l'arsenal de Rochefort.
L’Achille est construit sur des plans de Jacques-Noël Sané en 1803-1804. Il est lancé le 17 novembre 1804. 
En mai 1805, il rejoint la flotte de l'amiral Villeneuve avec l’Algésiras. Il participe au combat du cap Finisterre le 22 juillet, puis se réfugie dans le port de Cadix.

## L’Achilledurant la bataille de Trafalgar
Le 20 octobre 1805, l’Achille, commandé par le capitaine de vaisseau Louis Gabriel Deniéport est à l'avant-garde et aperçoit à 6 h du soir le premier les vaisseaux britanniques. Après une manœuvre hasardeuse, l'ensemble de la flotte française et espagnole vire de bord en présentant une ligne de bataille en grand désordre. L'escadre britannique profitant de cette cohue va pouvoir traverser la flotte française.
Après ce virement de bord lof pour lof  l’Achille se retrouve à l'arrière-garde poussé par une faible brise. Le commandant Deniéport engage le combat au début de l'après-midi en essayant de combler une brèche alors que le vaisseau espagnol San Ildefonso, désemparé, se rend au vaisseau britannique le HMS Defence. L’Achille s'engage toutes voiles dehors pour pallier la faible brise. Il est alors pris entre deux feux, canonné à bâbord par le HMS Defiance et à tribord par le trois-ponts HMS Dreadnought (98 canons) qui domine l’Achille de sa masse imposante. À ce moment, l’Achille, canonné de toute part, ne conserve que ses bas-mâts.

Bataille de Trafalgar : les flottes vers 12 h 00.

Vers une heure, l'enseigne Arley est tué. Une demi-heure plus tard, le capitaine de frégate Montalembert, second du bord, est tué à son tour. À 2 h 30, le commandant Deniéport tombe, mortellement atteint par un éclat de mitraille à la cuisse. Tous les lieutenants de vaisseaux sont hors de combat. À 2 h 45, l'enseigne Jouan prend le commandement. Il est tué un quart d'heure après et son camarade Cauchard lui succède. Dans la cale, l'eau monte rapidement. Le vaisseau tient quand même tête aux Britanniques, ses batteries encore capables de tirer abattent le grand mât et le mât d'artimon du HMS Dreadnought aux cris de « vive l'Empereur ».
Le HMS Dreadnought est rejoint vers 4 h par des trois-ponts britanniques dont le HMS Prince (un autre 98 canons), qui a tourné la queue de la ligne et l'a remontée sous le vent. L'Achille résiste toujours, mais à 4 h 15 un incendie se déclare dans la hune de son mât de misaine ; sapé par les boulets britanniques, il s'abat en plein milieu du navire et met le feu aux canots. Les murailles de l’Achille sont à ce point défoncées que les parois qui séparaient les sabords de la batterie haute ont disparu.

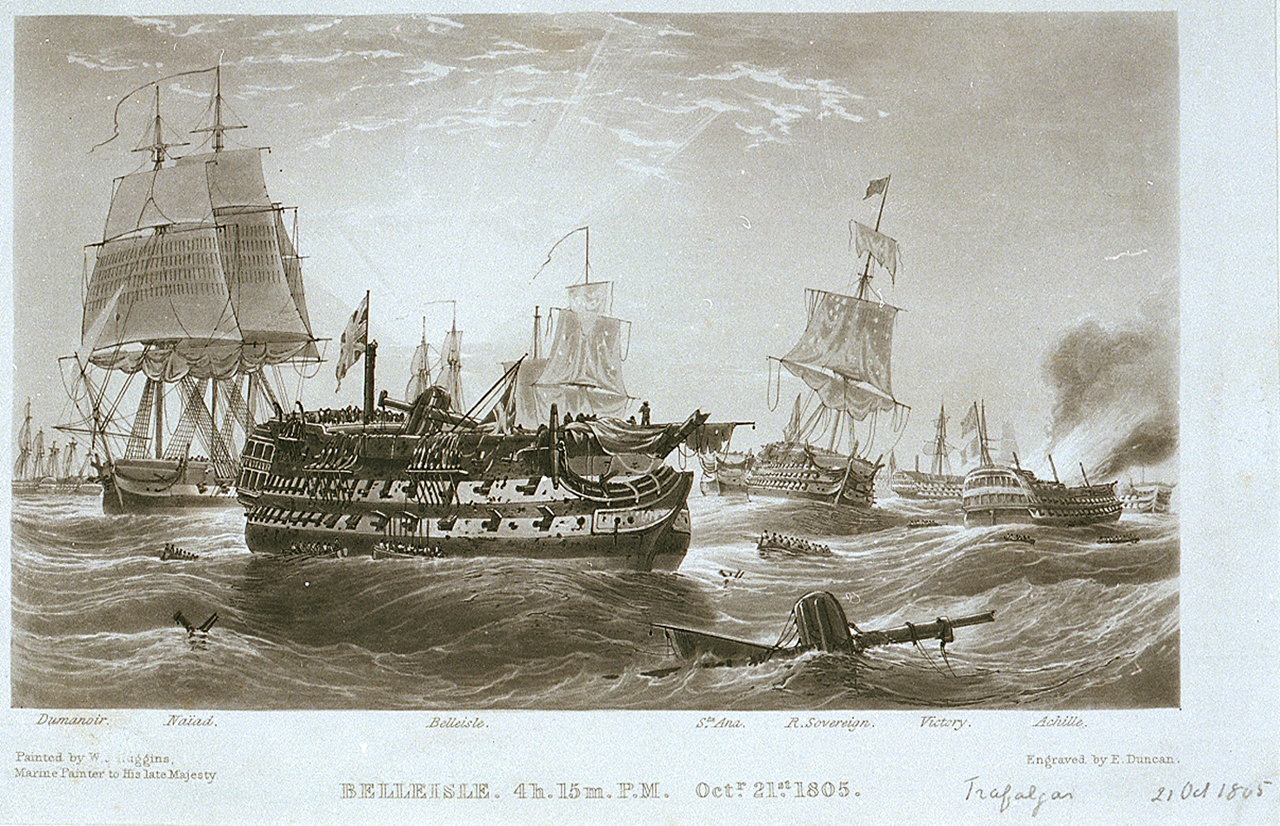
Les flottes en pièces à : le au premier plan, derrière à gauche la frégate, à droite avec un seul mât, tout au fond le, à droite, et devant rasé, en feu et peu avant son explosion : l’Achille.

L’incendie fait rage. Dans les flammes, les blessés hurlent « sauve qui peut » ! Les survivants se jettent à la mer et s'accrochent à tous les débris flottant des mâtures. Les Britanniques, en gens de mer, décident en pleine bataille de cesser le feu. Ils mettent leurs embarcations à l'eau. Ils sauvent 158 français, alors que 480 hommes sont morts. À 5 h 30 l’Achille explose et s'enfonce pavillon haut. C'est à peu près à cet instant de la bataille que l'amiral Nelson, gravement blessé, dit dans un dernier souffle « Dieu merci !... J'ai fait mon devoir !... »

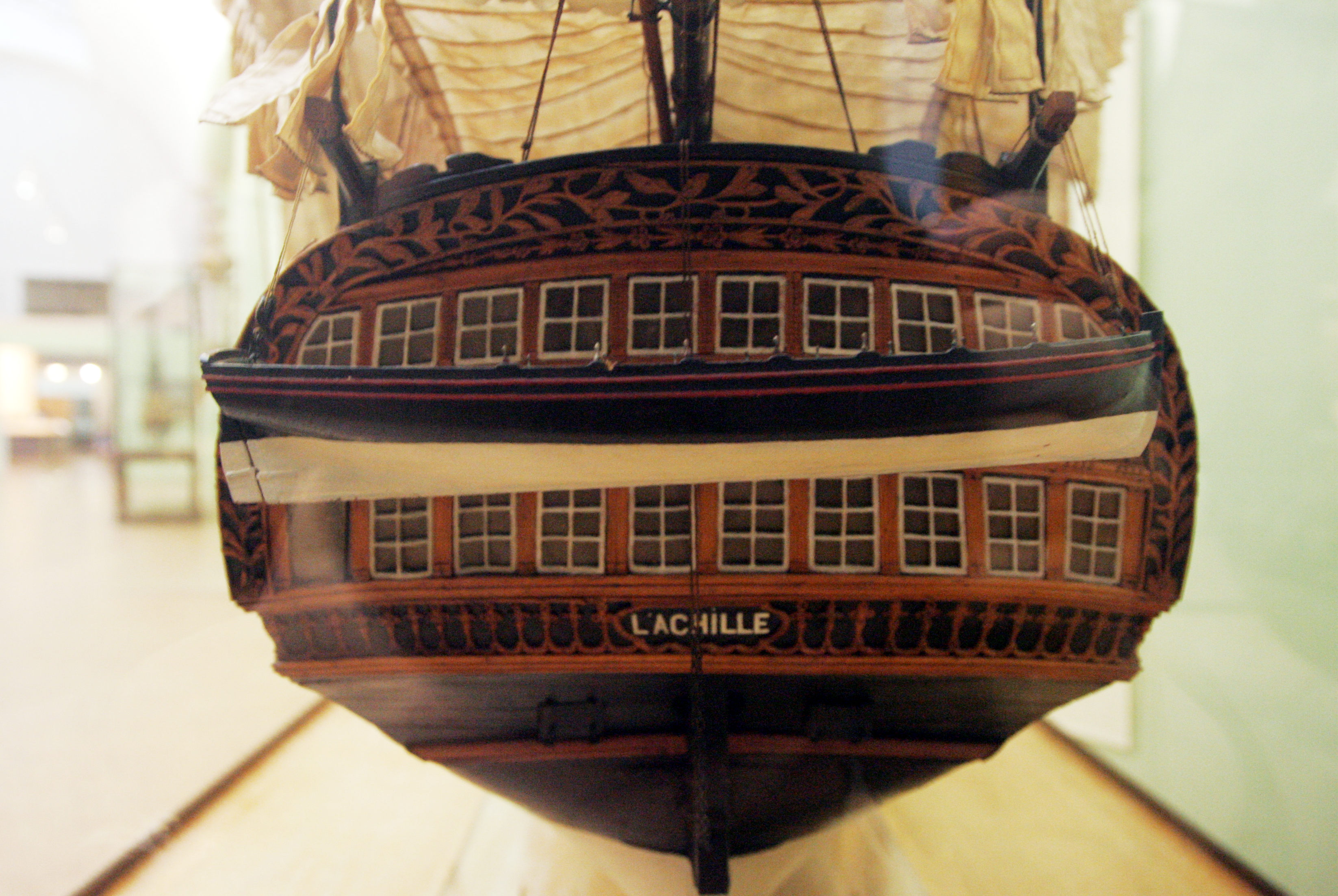
La poupe.
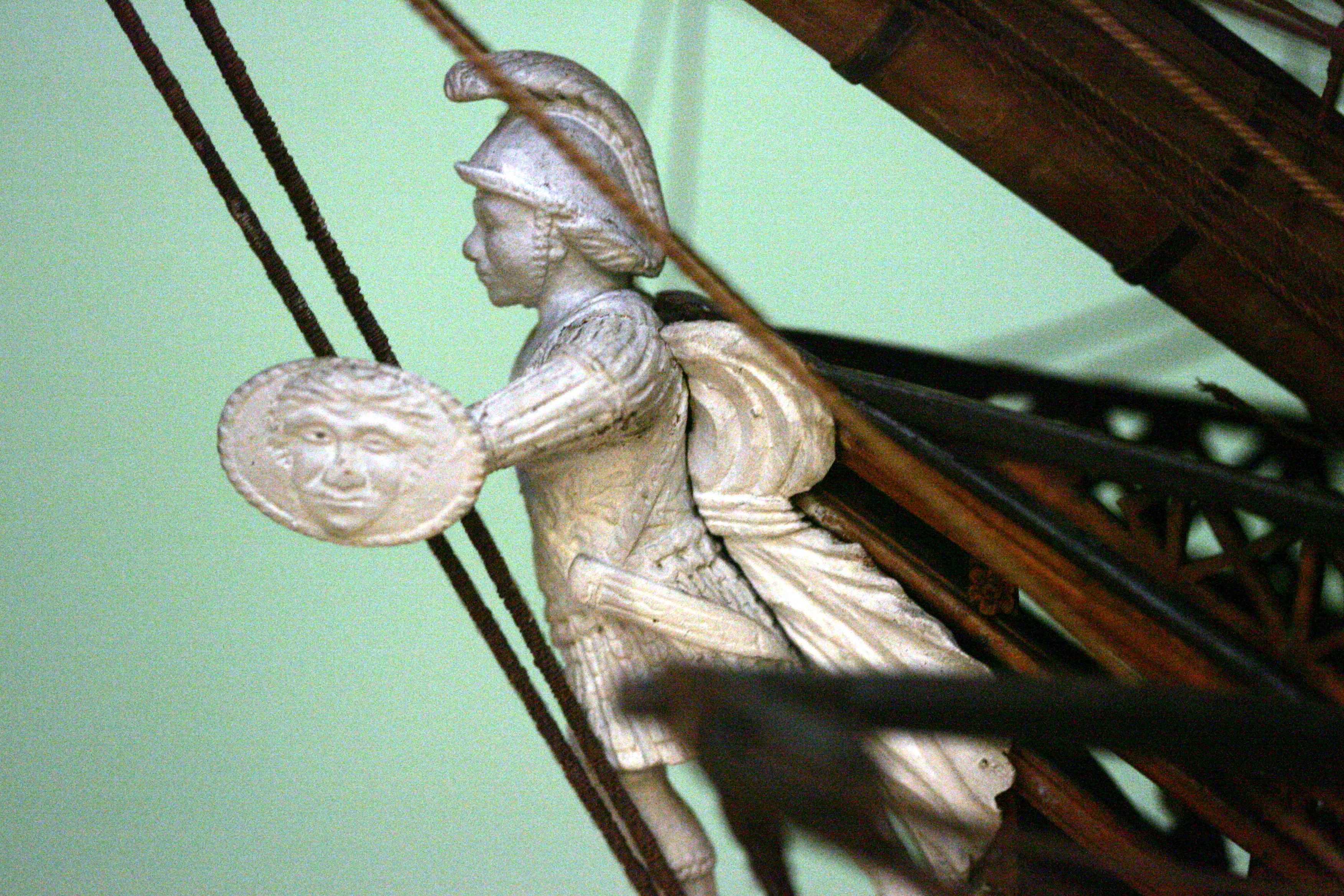
Statue d'Achille : figure de proue.
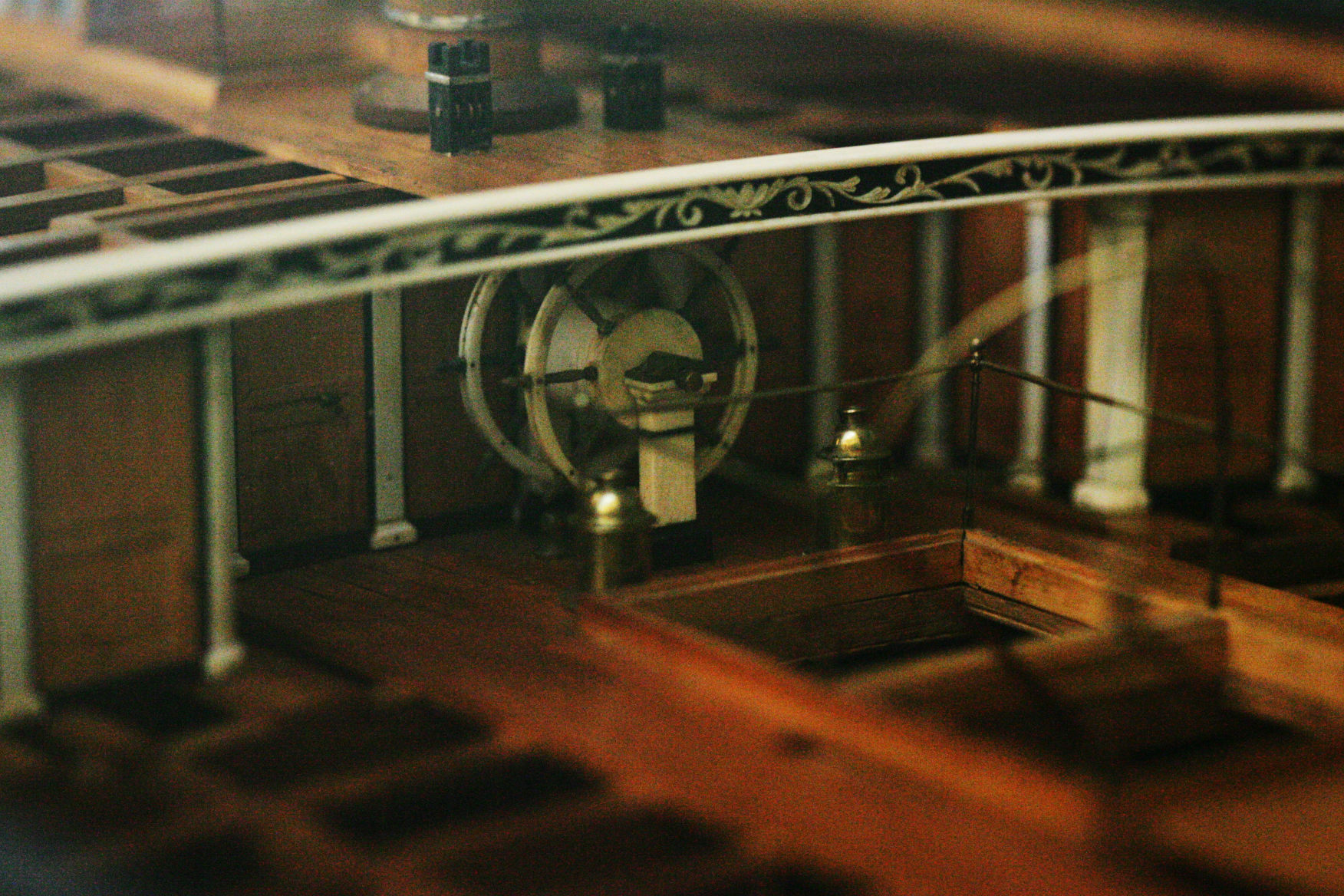
La timonerie.
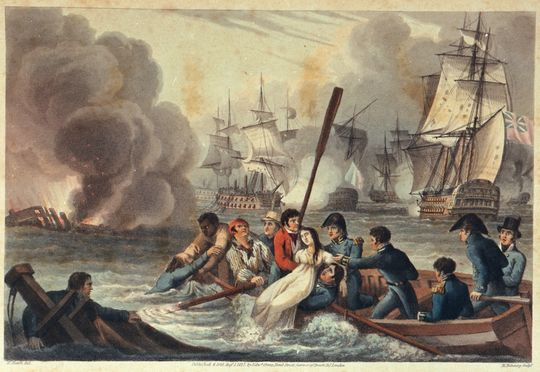
Sauvetages anecdotiques à Trafalgar.